# Clio, Iowa
Clio là một thành phố thuộc quận Wayne, tiểu bang Iowa, Hoa Kỳ. Năm 2010, dân số của thành phố này là 80 người.

## Dân số
Dân số qua các năm:
- Năm 2000: 91 người.
- Năm 2010: 80 người.